# Jelcz PR110MM
Jelcz PR110MM – 12-metrowy autobus miejski wyprodukowany w 1991 roku w Jelczańskich Zakładach Samochodowych w Jelczu-Laskowicach.

## Opis autobusu
Jelcz PR110MM był 12 metrowym, średniopodłogowym autobusem miejskim o trzech dwuskrzydłowych drzwiach o układzie 2-2-2.
Autobus został wyprodukowany w liczbie 1 egzemplarza i był właściwie jedną z wielu przejściowych fabrycznych modernizacji przestarzałego modelu PR110M. Nie różnił się wiele od tego modelu, ale za to został wyposażony w silnik MAN D2566UH/205 z zapłonem samoczynnym o mocy maksymalnej 210 KM i pojemności 11,413 dm³.
Co zaś ciekawe, ten Jelcz został fabrycznie wyposażony w 4 biegową, automatyczną skrzynię biegów typu ZF 4HP500 z integralnym zwalniaczem.
Autobus trafił do MPK Wrocław, do zajezdni X przy ul. Tyskiej i kursował na wszystkich liniach, jakie obsługiwała powyższa zajezdnia.
Po likwidacji zajezdni przy ul. Tyskiej, niektóre ze stacjonujących tam autobusów trafiły do zajezdni IX; w gronie „szczęśliwców” znalazł się ww. autobus. Wyremontowano go po awarii silnika, przy okazji dokonano naprawy blacharskiej, w ramach której wymieniono tylną ścianę.
Autobus został zdjęty ze stanu MPK Wrocław w dniu 20 maja 2008 roku, ze względu na poważne uszkodzenie silnika (zatarcie).
24 września 2008 roku pojazd został zakupiony przez Sklep Wielobranżowy Paweł Tkaczyk i przetransportowany do Dąbrówki k. Inowrocławia na Kujawach, gdzie uległ kasacji.